# Теодор Немирич
Теодор Немирич (1648 — бл. 1700) — державний діяч, урядник Речі Посполитої.

## Життєпис
Походив з українського магнатського роду Немиричів гербу Клямри, Черняхівської гілки. Старший син Юрія Немирича, київського підкоморія, та Ельжбети Ізабелли Слупецької. Народився у 1648 році. Здобував освіту під опікою батька. Спочатку як аріанин, після навернення Юрія Немирича до православ'я, також змінив конфесію. У 1659 році Юрій Немирич загинув, невдовзі після цього помирає й мати Теодора. Успадкував Приборську волость, що охоплювала 1 місто, 15 сіл й 1 острів. Проте через малий вік опинився під опікою стрийка Стефана Немирича. Повернувся до аріанства.
У 1664 році разом з родиною опікуна виїхав закордон, оскільки небажав зрекатися аріанства. Спочатку мешкав в Штеттіні, потім перебрався до Бранденбургу. 1665 року разом зі стрийєчними братами, синами Стефана Немирича, став навчатися у Стефана Любенецького в Гамбурзі, де до 1668 року вивчав політичні науки, фінанси, французьку мову, теологію.
1668 року опікунство над Теодором отримав Юзеф Кароль Немирич (з Олевської гілки Немиричів). Тому Теодор повертається до Речі Посполитої. Невдовзі обирається послом на конвокаційний сейм. Потім брав участь в обранні нового короля Міхала Корибута Вишневецького. Користувався підтримкою останнього, що у 1670 році відвідав Черняхів. До 1670 року навернувся до православ'я.
У 1673 році обирається від Київського воєводства на сейм. У 1674 році на елекційному сеймі підтримав кандидатуру Яна Собеського.
У 1680 році надав допомогу удові колишнього опікуна Юзефа Кароля Немирича у протистоянні з кармелітським кляштором в Олевську. Він зорганізував збройний загін з найнятих козаків і в листопаді 1682 року взяв в облогу кляштор. Теодор вигнав ченців, зайняв їхні будинки, розташував своє військо у костелі. Після повернення кармелітів до Олевська, Теодор Немирич у березні 1683 року знову напав на кляштор і кармеліти повторно змушені були полишити Олевськ. Їхнє майно повністю забрав Теодор. Він припинив збройні напади лише у 1685 році.
У 1688 році отримав компенсацію в розмірі 34 тис. злотих за втрачені маєтності на Лівобережній Україні. Невдовзі за цим староство тарногорське. Помер близько 1700 року.

## Родина
Дружина — Олександра Житкевич
Діти:
- Анна, дружина Олександра Трембінського, старости тарногорського
- Францишка, дружина: 1) Станіслава Богуша, чашника теребовлянського; 2) Міхала Яна Богуша, мечника мінського.